# Vitelarija
Vitelarija (lat. Vitellaria paradoxa, sinonim: Butyrospermum parkii) je monotipski biljni rod iz porodice biljka Sapotaceae, rasprostranjena je u Africi. jedini predstavnik je V. paradoxa.

## Opis
Stablo je visoko između 10 i 15 metara. Deblo može širinom dostići do jednog metra u promjeru. Kora je vrlo debela, zbog zaštite od visokih temperatura u savani. Veći broj listova se zajedno grana iz istoga pupa, izduženi su, te su s dugom peteljkom dugi u prosjeku od 5 do 15 cm. Cvijeće je ugodnog mirisa.
Plod se sastoji od tanke, kisele, hranjive pulpe, koja okružuje relativno veliku, uljem bogatu sjemenku, iz koje se dobiva shea maslac, ili maslac vitelarije.
Vitellaria je tradicionalna afrička hranjiva biljka. Ima potencijal za poboljšanje prehrane, povećanje dostupnosti hrane - pogotovo u doba godine kada obično prijeti glad, te potiče ruralni i održivi razvoj.

## Rasprostranjenost
To je vrsta porijeklom iz središnje Afrike, a proširila se i na države kao što su: Benin, Burkina Faso, Kamerun, Čad, Republika Kongo, Demokratska Republika Kongo, Obala Bjelokosti, Etiopija, Gana, Gvineja, Mali, Niger, Nigerija, Senegal, Sudan, Togo i Uganda.
Unesena je i u Honduras, gdje je obično poznata kao tanga.
Smatra se ranjivom po IUCN-u, jer se divlje primjerke prekomjerno iskorištava za gospodarske svrhe. Od ove biljke rade se kozmetički preparati (shea maslac).

## Podvrste
1. Vitellaria paradoxa subsp. nilotica (Kotschy) A.N.Henry, Chithra & N.C.Nair
2. Vitellaria paradoxa subsp. paradoxa

## Sinonimi
- Bassia parkii G.Don
- Butyrospermum mangifolium (Pierre ex A.Chev.) A.Chev.
- Butyrospermum paradoxum (C.F.Gaertn.) Hepper
- Butyrospermum paradoxum subsp. parkii (G.Don) Hepper
- Butyrospermum parkii (G.Don) Kotschy
- Butyrospermum parkii var. mangifolium Pierre ex A.Chev.
- Butyrospermum parkii var. poissonii A.Chev.
- Butyrospermum poissonii (A.Chev.) A.Chev.
- Lucuma paradoxa (C.F.Gaertn.) A.DC.
- Mimusops capitata Baker
- Mimusops pachyclada Baker
- Vitellaria paradoxa subsp. paradoxa

## Galerija
- Lišće i plodovi
- Herbarijski primjerak
- stablo
- Dobivanje shea maslaca
- Shea maslac

## Vanjske poveznice
|  | Zajednički poslužitelj ima još gradiva o temi Vitellaria |
|  | Wikivrste imaju podatke o taksonu Vitellaria             |